# Ocimene
Die Ocimene (Betonung auf der dritten Silbe: Ocimene) bilden eine Stoffgruppe isomerer ungesättigter acyclischer Monoterpene und gehören damit zu den Kohlenwasserstoffen. Mit dem Trivialnamen Ocimen können jeweils beide E/Z-Isomere der Stoffe mit den IUPAC-Namen 3,7-Dimethyl-1,3,7-octatrien (α-Form) und 3,7-Dimethyl-1,3,6-octatrien (β-Form) und 2,6-Dimethyl-2,4,6-octatrien (Allo-Form) gemeint sein. Jeweils zwei der Isomere sind zueinander entweder Konfigurations- oder Konstitutionsisomere. Alle Isomere des Ocimen sind linear Kopf-Schwanz-verbunden.

## Vertreter
Die isomeren Vertreter der Ocimene unterscheiden sich durch die Positionierungen der Doppelbindungen im Molekül oder die Anordnung der Substituenten an den Doppelbindungen (cis-trans-Isomerie). Der Unterschied zwischen der α- und der β-Form ist die Position der nicht-konjugierten ("einsamen") Doppelbindung. Diese ist in der α-Form extern und in der β-Form intern. Die β-Form ist ein kommerzielles Produkt, das in der Regel als Isomerenmischung verkauft wird.
| keine Einstufung verfügbar |

| keine Einstufung verfügbar |

| Gefahrensymbol |

| Gefahrensymbol |

## Vorkommen
α-Ocimen wurde in echtem Lavendelöl nachgewiesen (bis zu 3 %), β-Ocimen findet sich in Basilikumöl (Ocimum basilicum) und bis zu einem Anteil von 41 % im ätherischen Öl der Studentenblumen (Tagetes minuta, Asteraceae). β-Ocimen  kommt unter anderem in Grüner Minze (Mentha spicata), Oregano (Origanum vulgare), Basilikum (Ocimum basilicum), Rautengewächsen (Pilocarpus microphyllus), Schwarzen Johannisbeeren (Ribes nigrum) und Rosmarin (Rosmarinus officinalis) vor. Hanf (Cannabis sativa L. ‘Afina’) enthält β-Ocimen in einer Menge von 3,5 mg·g−1. Alloocimen findet sich in Gemeiner Schafgarbe (Achillea millefolium), Löwenohren (Leonotis leonurus) und Estragon (Artemisia dracunculus).

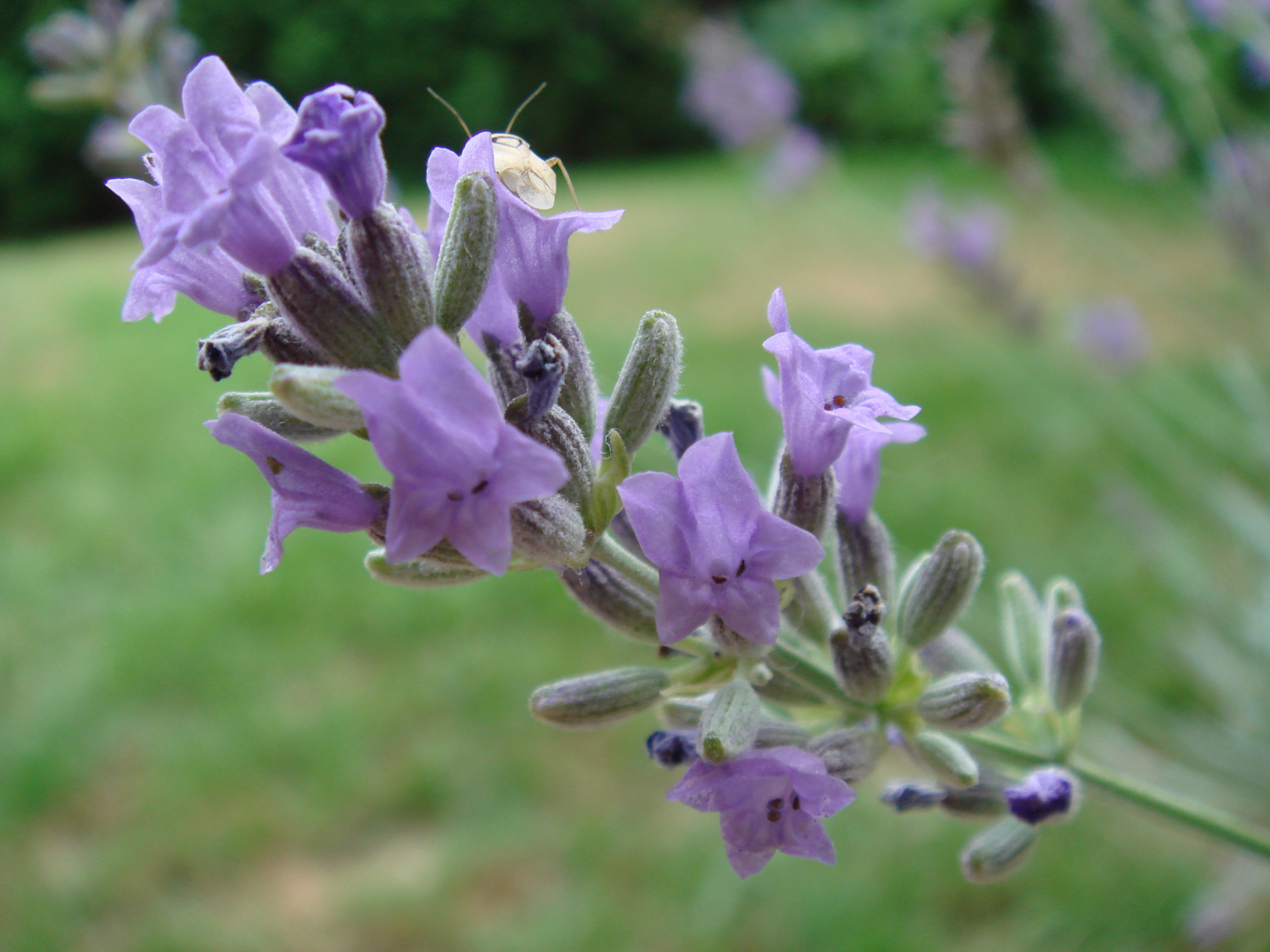
Lavendel
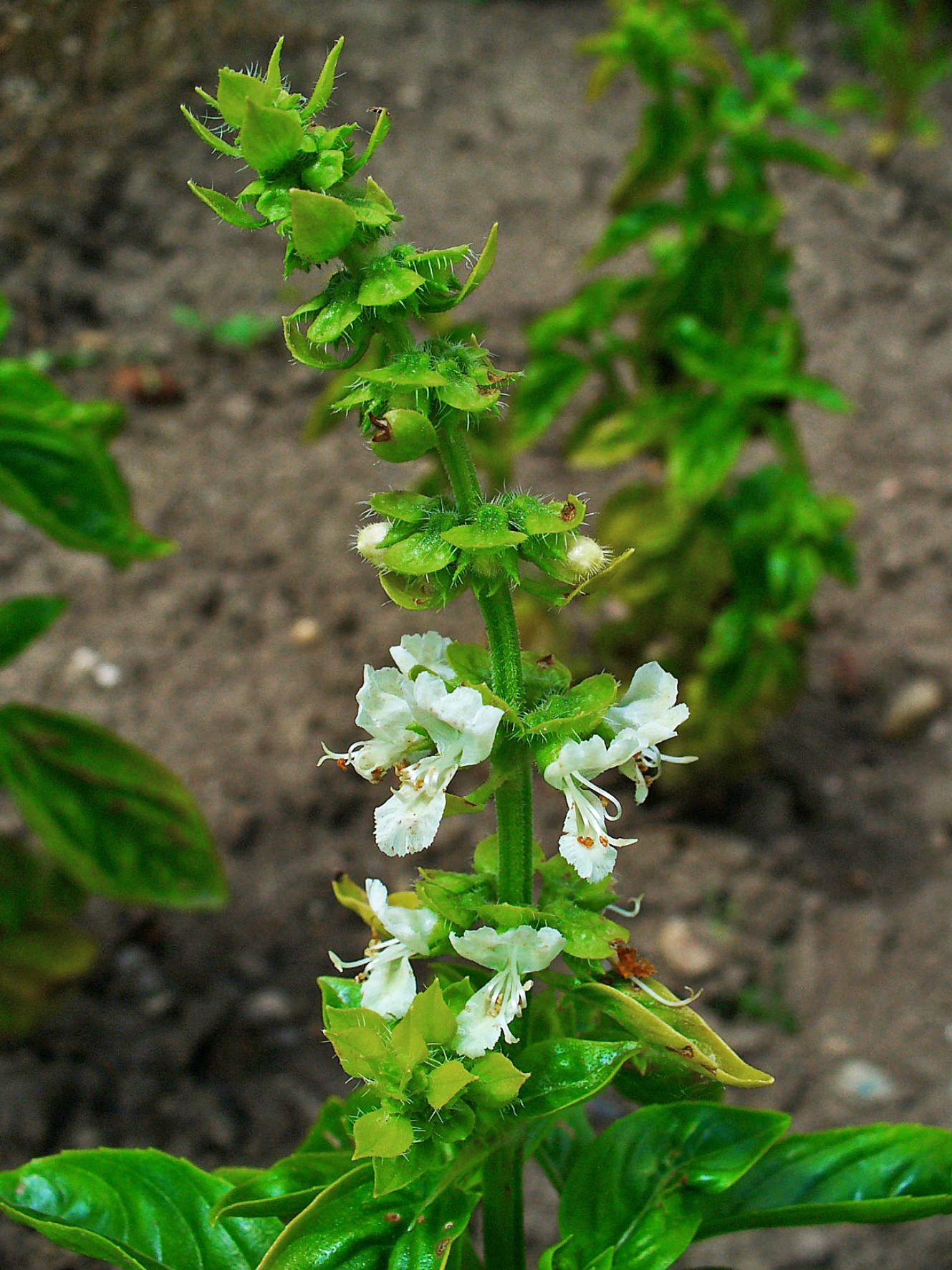
Basilikum
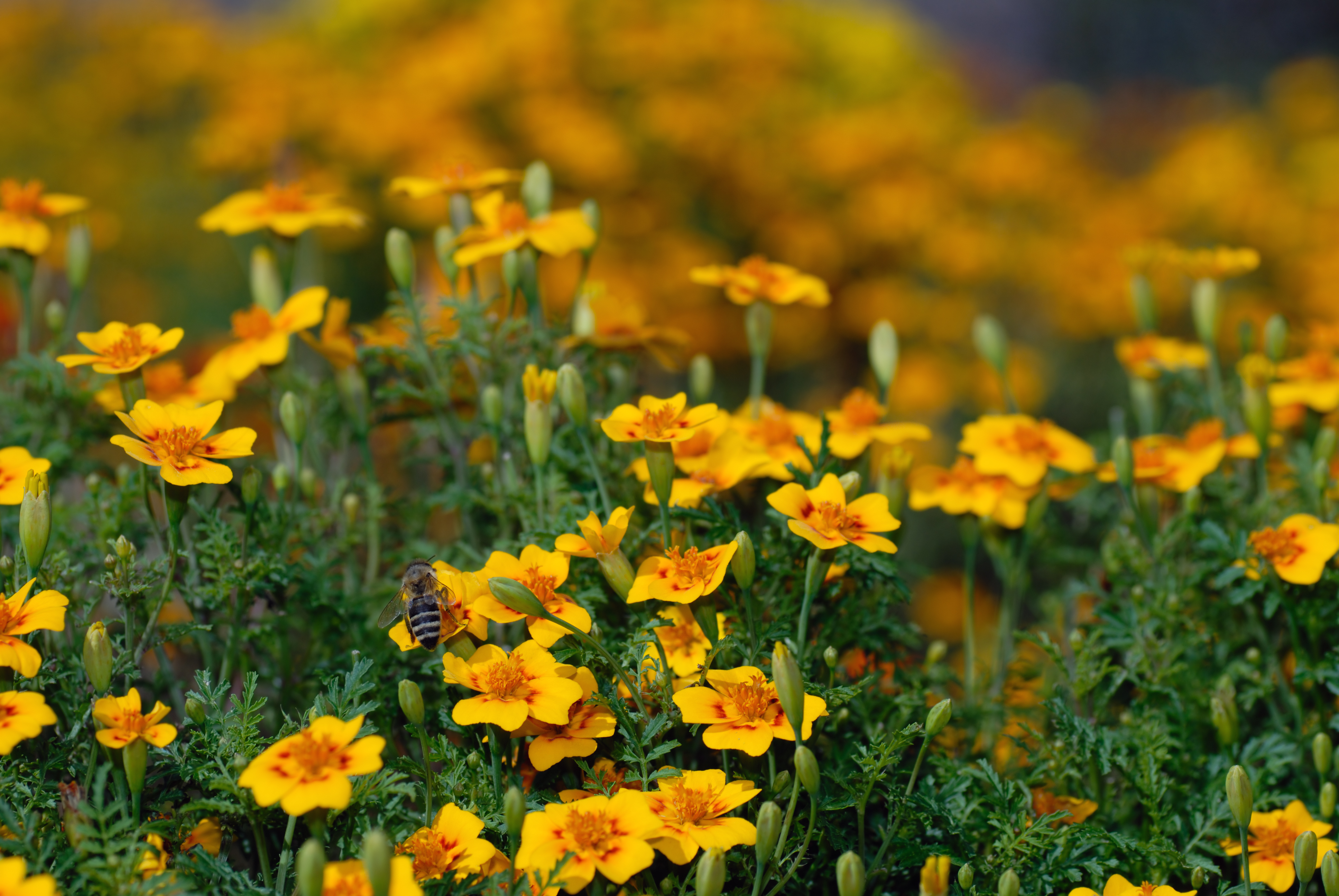
Studentenblume
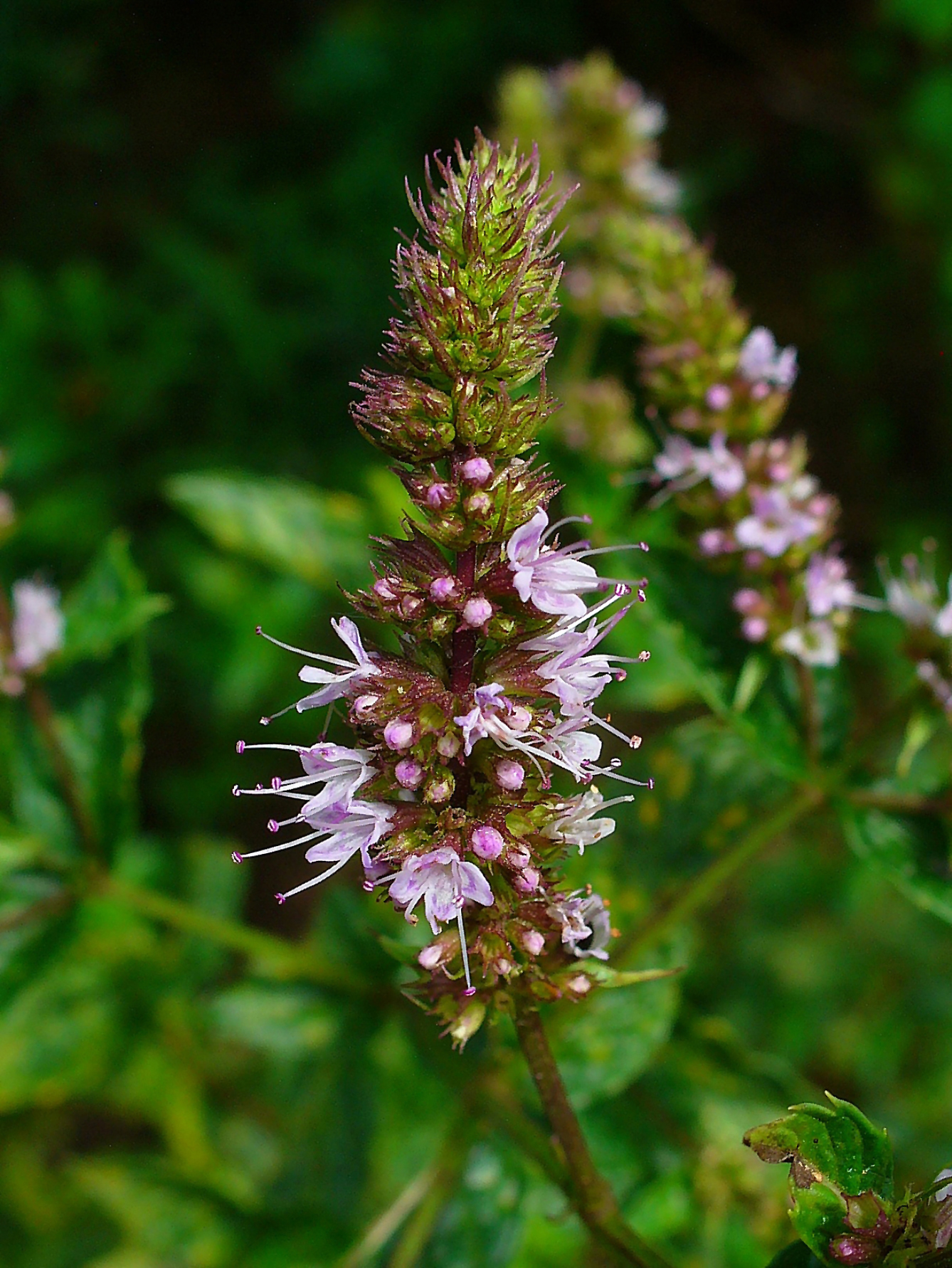
Grüne Minze
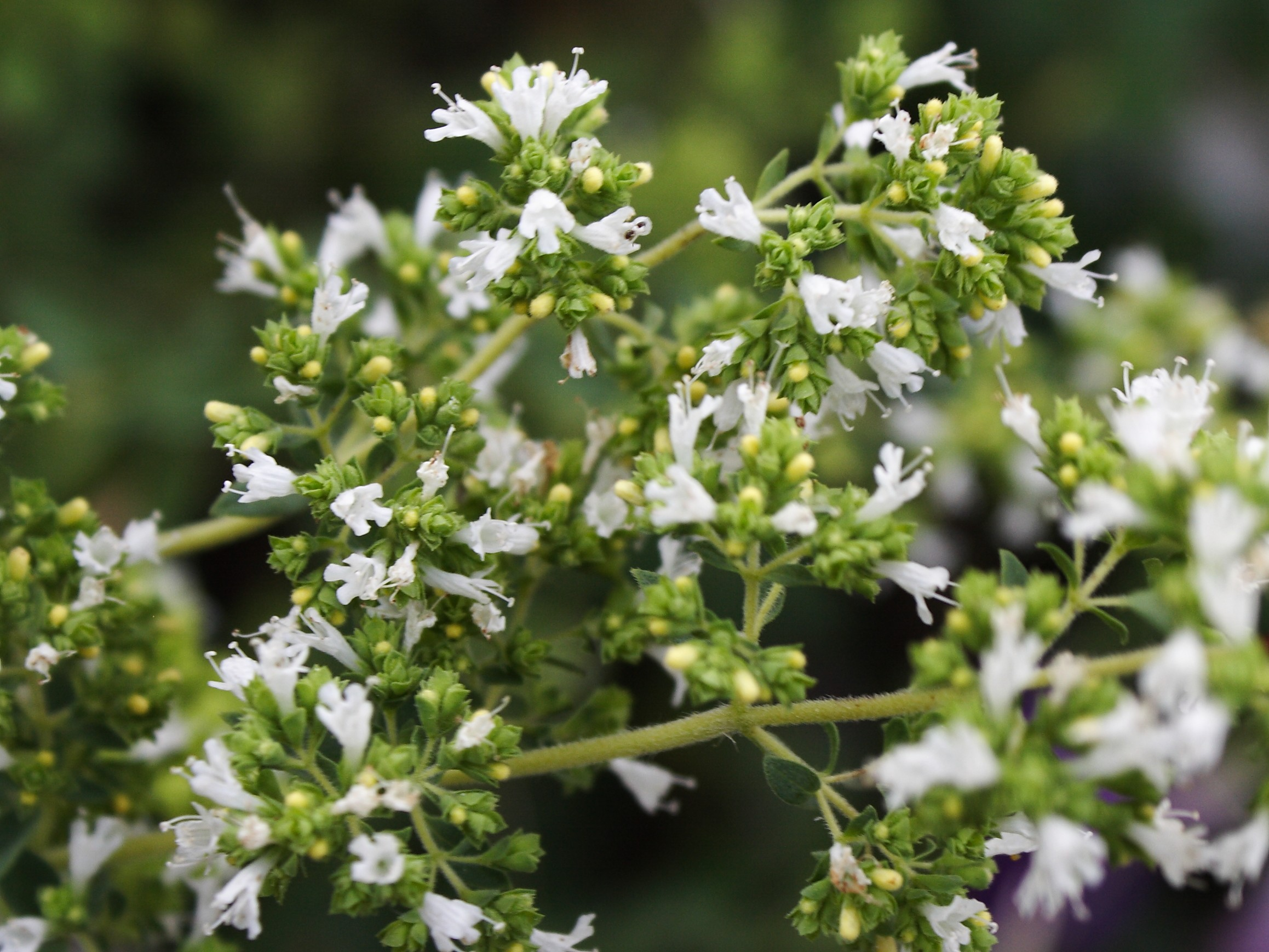
Oregano
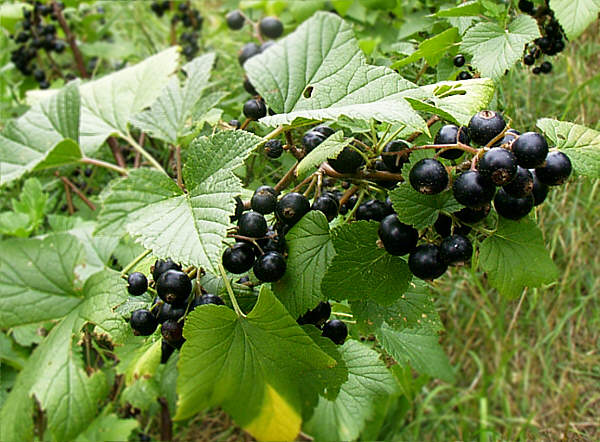
Schwarze Johannisbeere

## Eigenschaften und Verwendung
Die Ocimene sind isomer zu Myrcen und Phellandren und liegen oft im Gemisch vor. Ihr Geruch erinnert an Kiefer und Zitrusfrucht, daher werden sie als Duftstoffe eingesetzt.